# Albagiara
Albagiara (sardinsky: Ollàsta) je italská obec (comune) v provincii Oristano v regionu Sardinie. Nachází se ve výšce 215 metrů nad mořem a má 242 obyvatel. Rozloha obce je 8,87 km².